# 国際経済部
国際経済部（こくさいけいざいぶ）は、中央省庁である経済産業省の内部部局である通商政策局の下部組織である。通商協定などを所管する。経済産業省組織令第2条第2項に基づいて設置された部局であり、2024年7月1日、それまでの「通商機構部」を改編して発足。
通商機構部

## 所掌業務
経済産業省組織令第5条では、以下の事務を国際経済部の所掌事務と定めている。
通商政策局の次の事務のうち、
1. 通商政策上の関税に関する事務その他の関税に関する事務のうち経済産業省の所掌に係るものに関すること。
2. 通商に関する協定又は取決めの実施に関すること（貿易経済安全保障局の所掌に属するものを除く。）
3. 通商経済上の国際協力に関すること（資源エネルギー庁の所掌に属するものを除く。）
4. 通商に関すること（経済産業政策局及び貿易経済安全保障局の所掌に属するものを除く。）。

上記２～４のうち、次に掲げる事務。１についてはすべてを担当する。
1. 通商に関する多数国間の協定又は取決めの実施に関する事務の総括に関すること。
2. 通商に関する多数国間の国際機関及び国際会議に関すること。
3. 通商経済上の地域協力に関する協定又は取決めの実施に関すること。
4. 国際商品協定の実施に関すること。
5. 通商に関する多数国間の協定又は取決めに関すること（貿易経済安全保障局の所掌に属するものを除く。）。
6. 通商経済上の国際協力（通商経済上の経済協力（通商経済上の地域協力に係るものを除く。）に係るものを除く。次号及び第八号において同じ。）に関する総合的な政策の企画及び立案並びに推進に関すること。
7. 通商経済上の国際協力に関する事務の総括に関すること。
8. 通商経済上の国際協力に関する国際機関及び国際会議に関すること。
9. 通商経済上の地域協力に関すること。
10. 経済上の連携に係る通商経済上の国際協力に関すること。
11. 経済産業省の所掌事務に係る国際協力（経済協力（地域協力に係るものを除く。）に係るものを除く。）に関する事務の総括に関すること。

## 組織
- 部長
  -     - 　ビジネス・人権政策統括調整官
    - 　参事官（総括）

  - 　参事官 (3)(総括を含む）
    - 　企画官
    - 　デジタル通商交渉官
    - 　国際経済紛争対策室
    - 　国際法務室
    - 　通商交渉調整官

  - 　通商調査官(3、うち１名が統括通商調査官）
- 経済連携課
  - 東アジア経済統合企画官

注
- 経済産業省組織令に規定されている組織
  - 　経済産業省組織規則に規定されている組織
    - 　経済産業省幹部名簿[1]に官職が記載されているもの